# Karol Stanisław Radziwiłł (1669–1719)
Karol Stanisław Radziwiłł herbu Trąby (ur. 27 listopada 1669 w Krakowie, zm. 2 sierpnia 1719 w Białej Podlaskiej) – kanclerz wielki litewski od 1698, podkanclerzy litewski od 1690, koniuszy wielki litewski od 1686, stolnik wielki litewski od 1685, ciwun wileński, starosta przemyski (1687–1719), starosta człuchowski w latach 1689–1719, kawaler Orderu Orła Białego.

## Życiorys
Był synem Michała Kazimierza, ojcem Michała Kazimierza Rybeńko i Hieronima Floriana. Gorliwy stróż praw, usposobienia pojednawczego, godził zatargi między magnatami, w czasie wojny północnej stronnik Augusta II Mocnego.
Poseł sejmiku mielnickiego na sejm zwyczajny 1688 roku, poseł sejmiku brzeskolitewskiego na sejm nadzwyczajny 1688/1689 roku, sejm 1690 roku. Poseł sejmiku nowogródzkiego na sejm konwokacyjny 1696 roku. Po zerwanym sejmie konwokacyjnym 1696 roku przystąpił 28 września 1696 roku do konfederacji generalnej. 5 lipca 1697 roku podpisał w Warszawie obwieszczenie do poparcia wolnej elekcji, które zwoływało szlachtę na zjazd w obronie naruszonych praw Rzeczypospolitej. Był członkiem konfederacji olkienickiej 1700 roku.
W styczniu 1702 roku podpisał akt pacyfikacji Wielkiego Księstwa Litewskiego. Był członkiem konfederacji sandomierskiej 1704 roku. Był uczestnikiem Walnej Rady Warszawskiej 1710 roku.